# Новая Роща (Курганская область)
Новая Роща — посёлок в Макушинском муниципальном округе Курганской области России.

## История
В 1966 году указом Президиума Верховного Совета РСФСР посёлок Кировского отделения совхоза «Пионер» переименован в посёлок Новая Роща'.

## Население
| 1989 | 2002 | 2010 |
| ---- | ---- | ---- |
| 114  | ↗135 | ↘78  |